# Tony Trabert
Marion Anthony ("Tony") Trabert, född 16 augusti 1930 i Cincinnati, Ohio, död 3 februari 2021 i Ponte Vedra Beach, St. Johns County, Florida, var en amerikansk tennisspelare. Tony Trabert var en av världens tio bästa amatörspelare i tennis 1951, 1953, 1954 och 1955. Säsongerna 1953 och 1955 rankades han som världsetta. Under sin amatörtid vann han 10 Grand Slam (GS)-titlar, varav fem i singel. Han blev professionell spelare 1956. Tony Trabert upptogs 1970 i International Tennis Hall of Fame.

## Tenniskarriären
Sin första GS-titel vann Trabert 1950 i dubbel i Franska mästerskapen tillsammans med sin tränare Bill Talbert. Senare på sommaren samma säsong var han tillsammans med Budge Patty uppe i kvartsfinal i dubbel i Wimbledonmästerskapen. Den kom att bli turneringens dittills längsta match. De två besegrade Talbert/Ken McGregor efter fyra timmars spel med 6-4, 31-29, 7-9, 6-2.
Tony Trabert vann sin första GS-final i singel 1953 då han i finalen i Amerikanska mästerskapen mötte sin flerfaldige dubbelpartner och det årets Wimbledonsegrare Vic Seixas. Trabert vann med 6-3, 6-2, 6-3. Året därpå, 1954, vann han herrsingeln i Franska mästerskapen (finalbesegrade landsmannen Arthur Larsen).
Säsongen 1955 vann Trabert tre singeltitlar i GS-turneringar. Hans planer på en äkta Grand Slam hade dock stäckts redan i januari månad då han förlorade semifinalen i Australiska mästerskapen mot Ken Rosewall. Han vann emellertid Franska mästerskapen över svensken Sven Davidson, som var uppe i sin första GS-final. Trabert vann med 2-6, 6-1, 6-4, 6-2. Senare på sommaren vann han Wimbledon genom att finalbesegra dansken Kurt Nielsen (6-3, 7-5, 6-1) och i september Amerikanska mästerskapen (vann över Ken Rosewall med 9-7, 6-3, 6-3). Fyra av sina fem dubbelvinster i GS-turneringar vann han tillsammans med Vic Seixas.
Tony Trabert medverkade i USA:s Davis Cup-lag 1951-55 och var kapten 1976-80. År 1953 spelade han och Vic Seixas i Challenge Round mot Australien. Trabert mötte i den ena singeln Lew Hoad. Det kom att bli en av DC-historiens bästa matcher, som Hoad slutligen vann (13-11, 6-3, 2-6, 3-6, 7-5).
Trabert skrev 1956 kontrakt för Jack Kramer proffscirkus. I man mot man-turneringen det första året förlorade han med 27-74 i matcher mot den tidens "proffskung" Pancho Gonzales. Trabert vann två singeltitlar i French Pro, 1956 mot just Pancho Gonzales, och 1959 mot Frank Sedgman.

## Spelaren och personen
Under sin ungdomstid varvade Tony Trabert studier, tennis- och basketbollspel på Universitetet i Cincinnati. Båda idrotterna spelade han på elitnivå, men det var slutligen tennis han fastnade för. Som tennisspelare var han mycket bollsäker och gjorde få misstag. Hans spel var kraftfullt och han slog både forehand och backhand med överskruv (topspin). Varje grundslag slog han som ett potentiellt vinnarslag. Hans serve har beskrivits som "glödande" och mycket svårreturnerad. Som regel föredrog Trabert attackspel fram mot nätet, men hans grundslag var också väl anpassade till det långsammare underlaget på gruset i Paris.
Efter avslutad aktiv tenniskarriär arbetade Trabert som tennislärare och TV-kommentator.

## Grand Slam-titlar

### Singeltitlar (5)
| År   | Mästerskap                  | Finalmotståndare | Setsiffror         |
| 1953 | Amerikanska mästerskapen    | Vic Seixas       | 6-3, 6-2, 6-3      |
| 1954 | Franska mästerskapen        | Arthur Larsen    | 6-4, 7-5, 6-1      |
| 1955 | Franska mästerskapen(2)     | Sven Davidson    | 2-6, 6-1, 6-4, 6-2 |
| 1955 | Wimbledonmästerskapen       | Kurt Nielsen     | 6-3, 7-5, 6-1      |
| 1955 | Amerikanska mästerskapen(2) | Ken Rosewall     | 9-7, 6-3, 6-3      |

### Övriga Grand Slam-titlar
- Australiska mästerskapen
  - Dubbel - 1955
- Franska mästerskapen
  - Dubbel - 1950, 1954, 1955
- Amerikanska mästerskapen
  - Dubbel -1954

## Segrar iprofessionella tennismästerskap
- French Pro singel 1956, 1959